# جغرافیای جمعیت

یک تصویر ماهواره ای از زمین در شب

جغرافیای جمعیت (به انگلیسی:Population geography) به تغییرات مکانی در توزیع، ترکیب، مهاجرت و رشد جمعیت‌ها در زمین مربوط می‌شود. جغرافیای جمعیت شامل جمعیت‌شناسی از منظر جغرافیایی است. جغرافیای جمعیت بر ویژگی‌های توزیع جمعیت که در یک بافت فضایی تغییر می‌کنند تمرکز دارد و اغلب شامل عواملی مانند مکان یافتن جمعیت و نحوه تنظیم اندازه و ترکیب این جمعیت توسط فرآیندهای جمعیتی باروری، مرگ‌ومیر و مهاجرت است.
مشارکت در جغرافیای جمعیت بین رشته‌ای است زیرا معرفت‌شناسی‌های جغرافیایی مرتبط با محیط، مکان و فضا در زمان‌های مختلف توسعه یافته‌است. رشته‌های مرتبط با جغرافیای جمعیت شامل جغرافیا، جمعیت‌شناسی، جامعه‌شناسی و اقتصاد می‌باشد.